# Мехраули
Мехраули (хинди महरौली, урду مہرؤلی‎, пенджаб: ਮਹਰੌਲੀ) — область, расположенная в Юго-Западном районе Дели в Индии. Находится рядом с городом-спутником Дели, Гургаоном.

## История

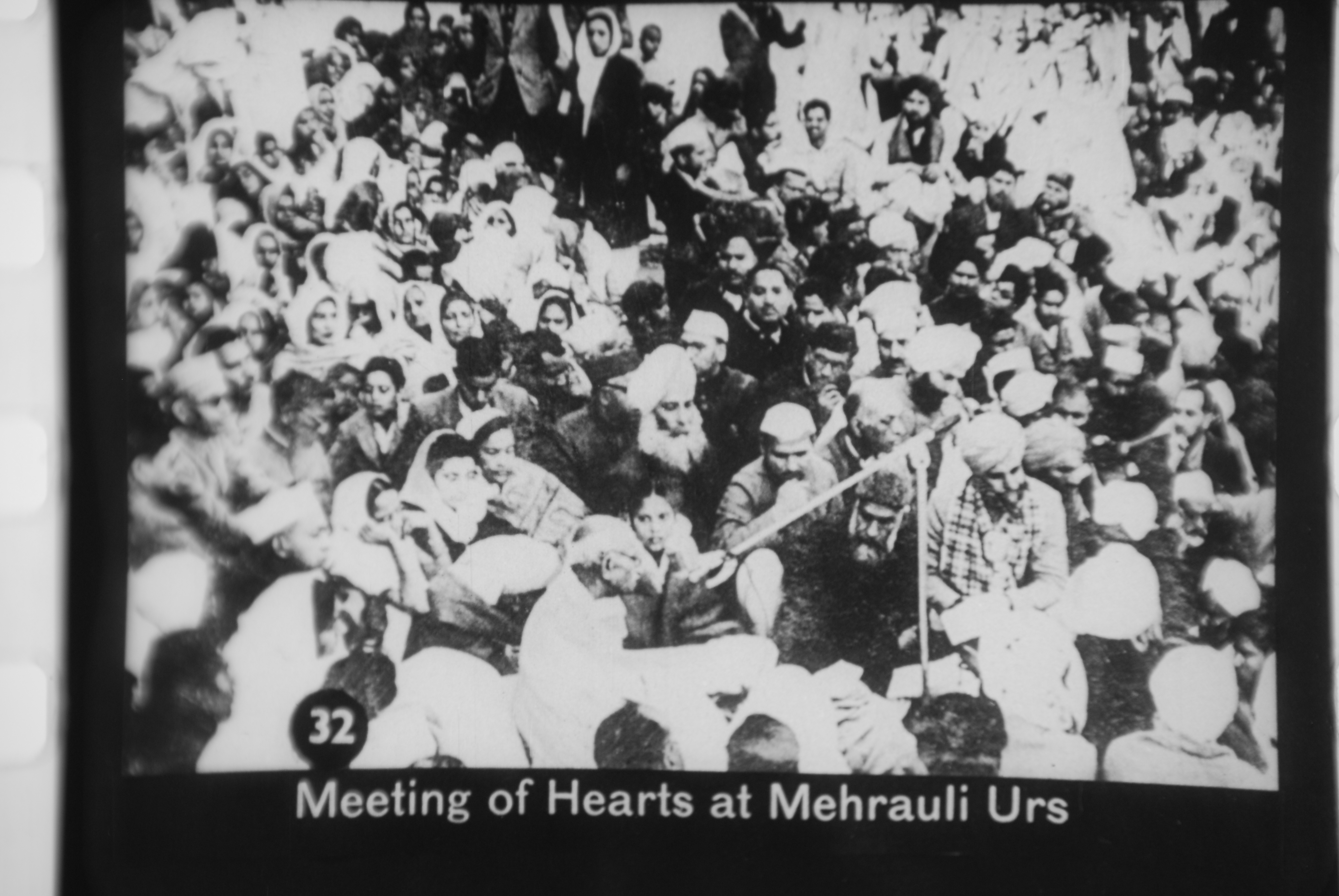
Махатма Ганди посещает даргу Кутабдина Бахтиара Каки 27 января 1948.

Мехраули, ранее известный как Михиравали, означает дом Михира. Король Михар Бходжа принадлежал к династии Гурджара-Пратихара. Мехраули относился к семи древним городам, существовавших в области Дели; сейчас является районом Дели. Первый город Лал Кот был воздвигнут при правлении раджпутского клана Гурджара-Танвар и его главы Анангпале I (731—736 гг). Правление династии продлилось при Анангпале II до 11 века, при его правлении столицу перенесли из г. Каннауджа в Лал Кот. Гурджара-Танвары были завоёваны раджпутским кланом Чаухан. Пратхвирадж Чаухан взошел на престол в 1169 году. В дальнейшем, он расширил форт и назвал его Кила Рай Пихора. Пратхвирадж Чаухан был последним индуистским правителем Дели. В 1192 году его сверг и убил султан Мухамед Гори, который поставил в Дели своего наместника Кутб ад-Дин Айбака, а сам вернулся в Афганистан.

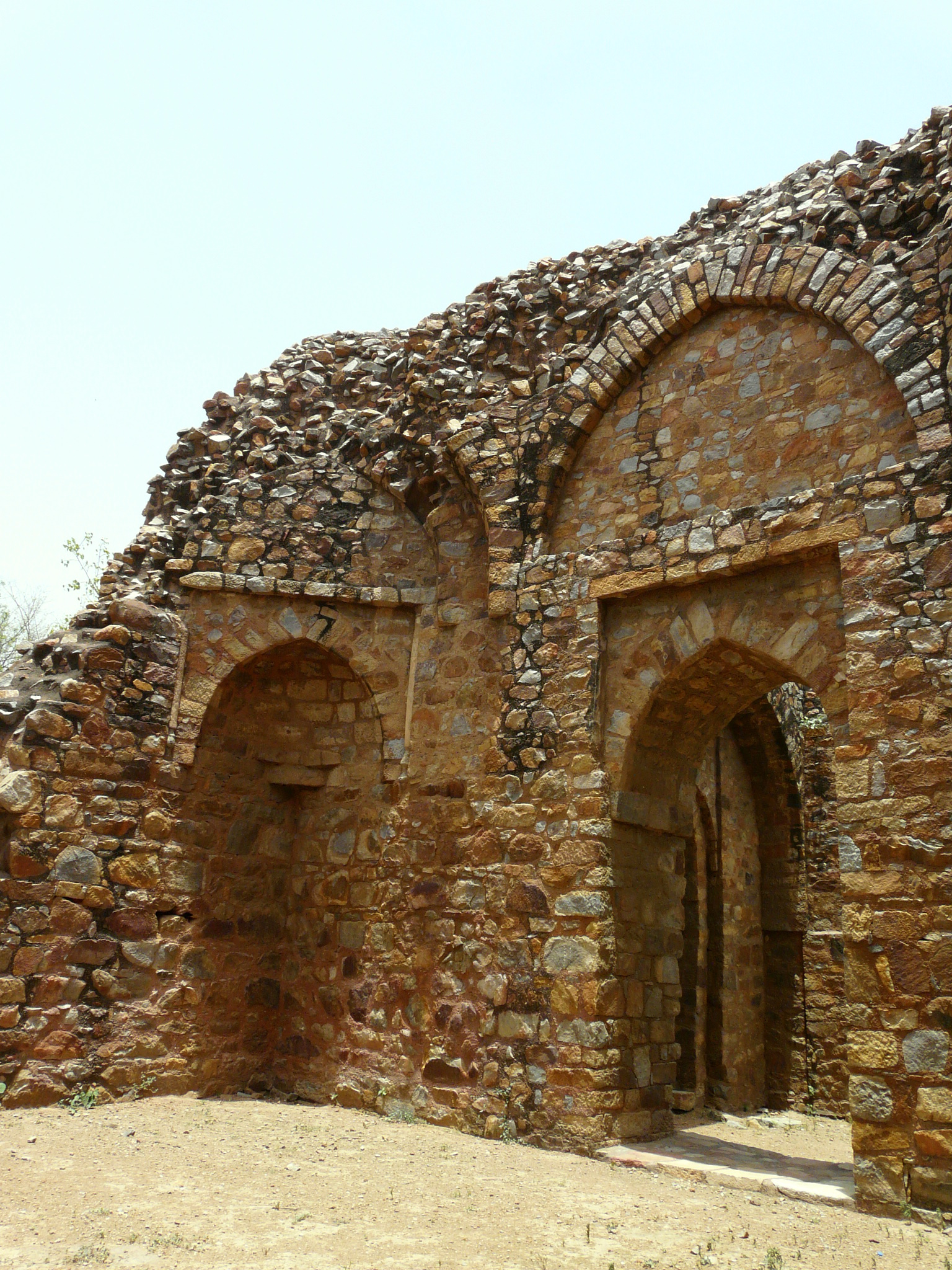
Гробница Балбана, Мехраули

В 1206 году, после смерти Мухамеда Гори, Кутб ад-Дин Айбак стал первым султаном Делийского султаната. И основателем династии Гулямов, (гулямы — воины-рабы, поэтому династия также известна как «Династия рабов»), первой мусульманская династией, возникшей на севере Индии. Мехраули переименовали в столицу Гулямов и правили в ней до 1290 года. Во время тюрко-афганской династии Халджи с 1290 по 1320 гг., столицу перенесли в Сири (еще один город в районе Дели).

## География и климат
Мехраули расположен в юго-западном округе Дели 28°30′57″N 77°10′39″E. С севера прилегает район Хаус Кхаз. Васант Кундж — с запада, Туглакабад — с юга.
Климат схож с делийским, засушливый, с широкой амплитудой температурных колебаний: в мае температура достигает +46 градусов, а зимой опускается до 0 °C.

## Архитектура

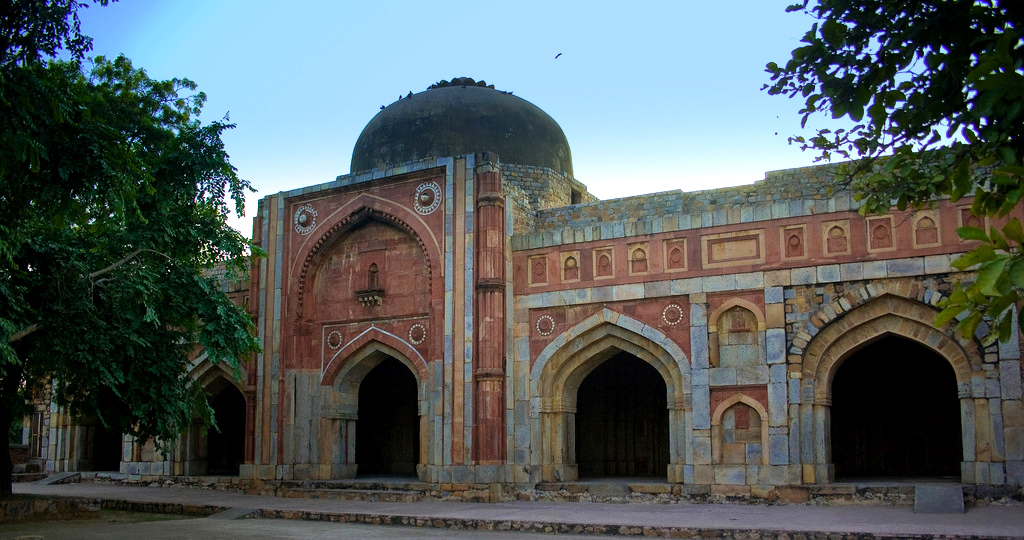
Мечеть Джамали-Камали, Мехраули Археологический парк

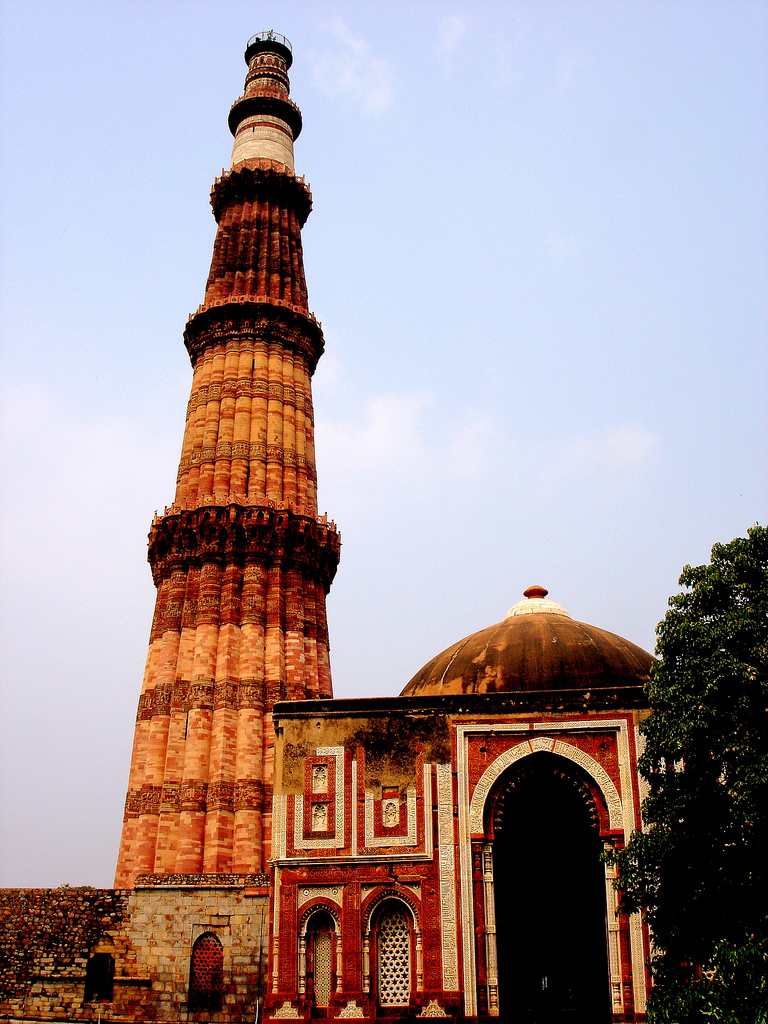
Кутаб-Минар

Исторический район Мехраули имеет большое значение для архитектурного облика Дели. Даже после переноса столицы из Мехраули и окончания правления Династии рабов многие другие династии внесли свой вклад в развитие данного района.
Наиболее выдающимся памятником остаётся Кутб-Мина́р, строительство которого начато при Кутб ад-Дин Айбаке и достраивался при Шамс ад-Дине Илтутмише (1211—1236 гг.) и Ала ад-дине Хилджи (1296—1316 гг). Комплекс Кутб сейчас включён во всемирное наследие ЮНЕСКО. Также в ноябре-декабре здесь в проходит ежегодный Кутаб Фестиваль.
Мавзолей 13 века святого суфия Кхвая Кутб-уд-дина Бакхтиара Каки расположен рядом с Кутб-Минар комплексом и является местом проведения ежегодного фестиваля Пфоол-Валон-Ки-Сайр (что переводится «процессия флористов»). В дарге за мраморной оградой похоронены поздние могольские падишахи: Бахадур Шах I, Шах Алам II и Акбар II.
Слева от дарг лежит Моти Масджит — маленькая собственная мечеть, построенная Аурангзебом в честь рождения сына Бахадур-шаха I.
Гробница Балбана построена в 13 веке девятым султаном Династии рабов Балбаном. При его правлении дела империи пришли в упадок. На примере данной гробницы мы видим первое применение арок в индо-исламском стиле. Аналогичная гробница построена для сына Балбана, хана Шахида, который умер до коронации отца. Гробница расположена в археологическом парке Мехраули.
Здесь также находится несколько Баоли, которые использовались как накопители воды; сейчас они пусты. Баоли Раджон ки Байн был построен в 1506 году в период правления Сикандера Лоди.
Джамали-Камали — мечеть и гробница были построены в 1528 году в честь святого суфия шейха Фазлуллы (Shaikh Fazlu’llah), который также известен как шейх Джамали Камбох из г. Джалал Хана.
Гробница Адам Хана воздвигнута в 1566 г. завоевателем Акбаром для своего приёмного брата и генерала. В лабиринте переходов гробницы можно легко заблудиться. Позже гробница использовалась как Британская резиденция, дом отдыха и станция полиции. Гробница Адам Хана была резиденцией сэра Томаса Меткалфа, агента могольского двора.

## Доступность
- Национальный аэропорт Индиры Ганди приблизительно 17 км.
- 18 км от железнодорожной станции Нью-Дели.

## Семь исторических городов Дели
1. Лал Кот — Кила Рай Пихора (Lal Kot -Qila Rai Pithora),
2. Сири (Siri),
3. Туглкадабад (Tughlaqabad),
4. Джаханпанах (Jahanpanah),
5. Ферозабад (Ferozabad),
6. Шахджаханабад (Shahjahanabad),
7. Нью-Дели (New-Delhi).

## Исторические памятники Мехраули

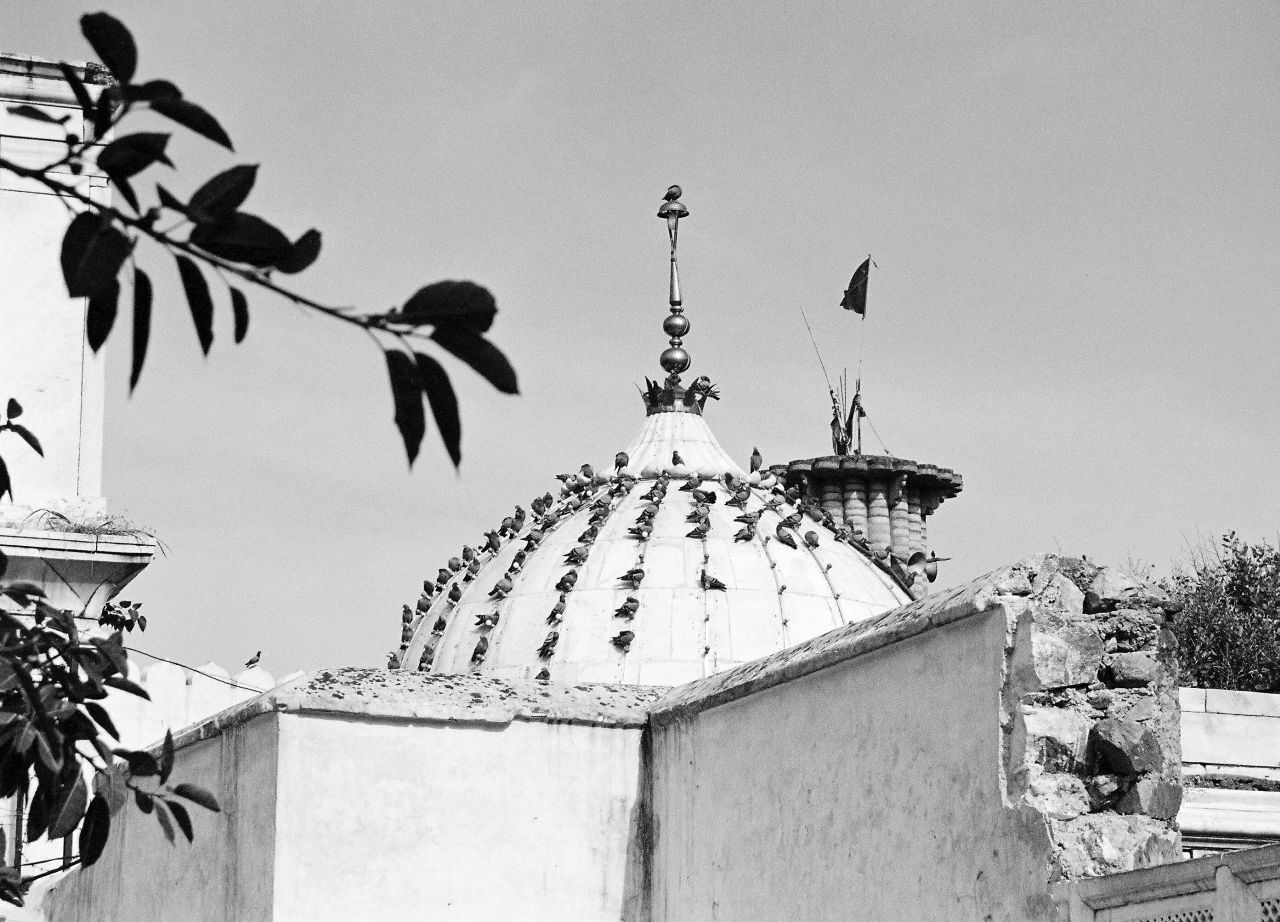
Гробница Кудабуддина Бахтиара Каки, Мехраули.
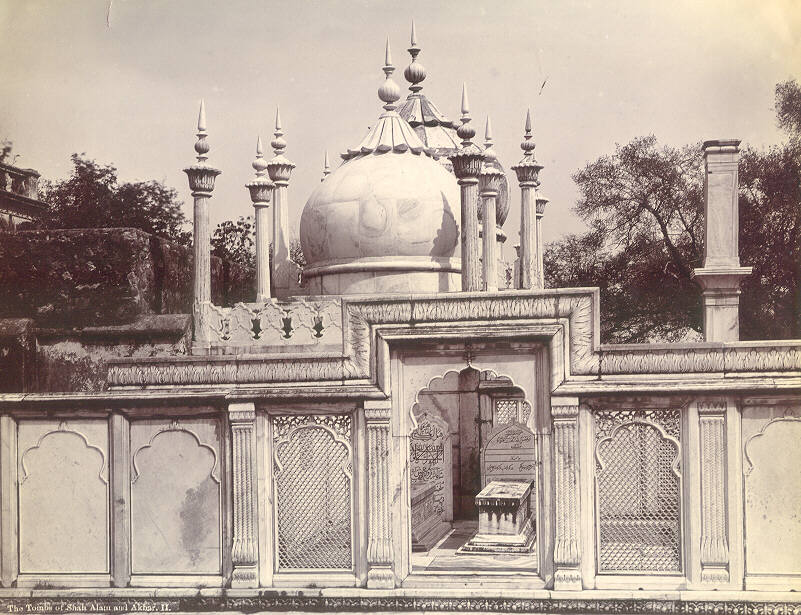
Гробница Могольского султана Шаха Алама II и его сына Акбара II.
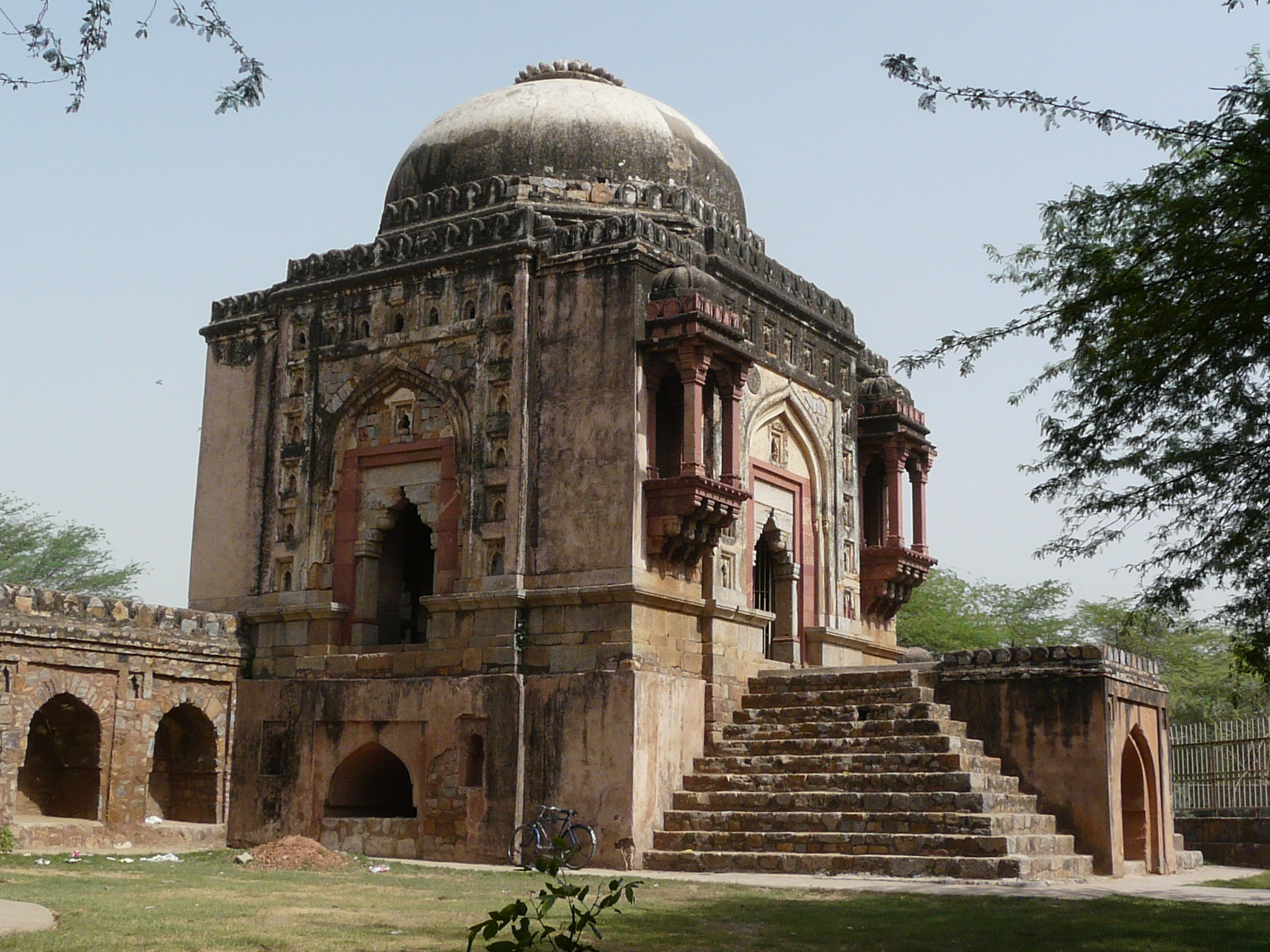
Ворота Мечети Мади, Мехраули.
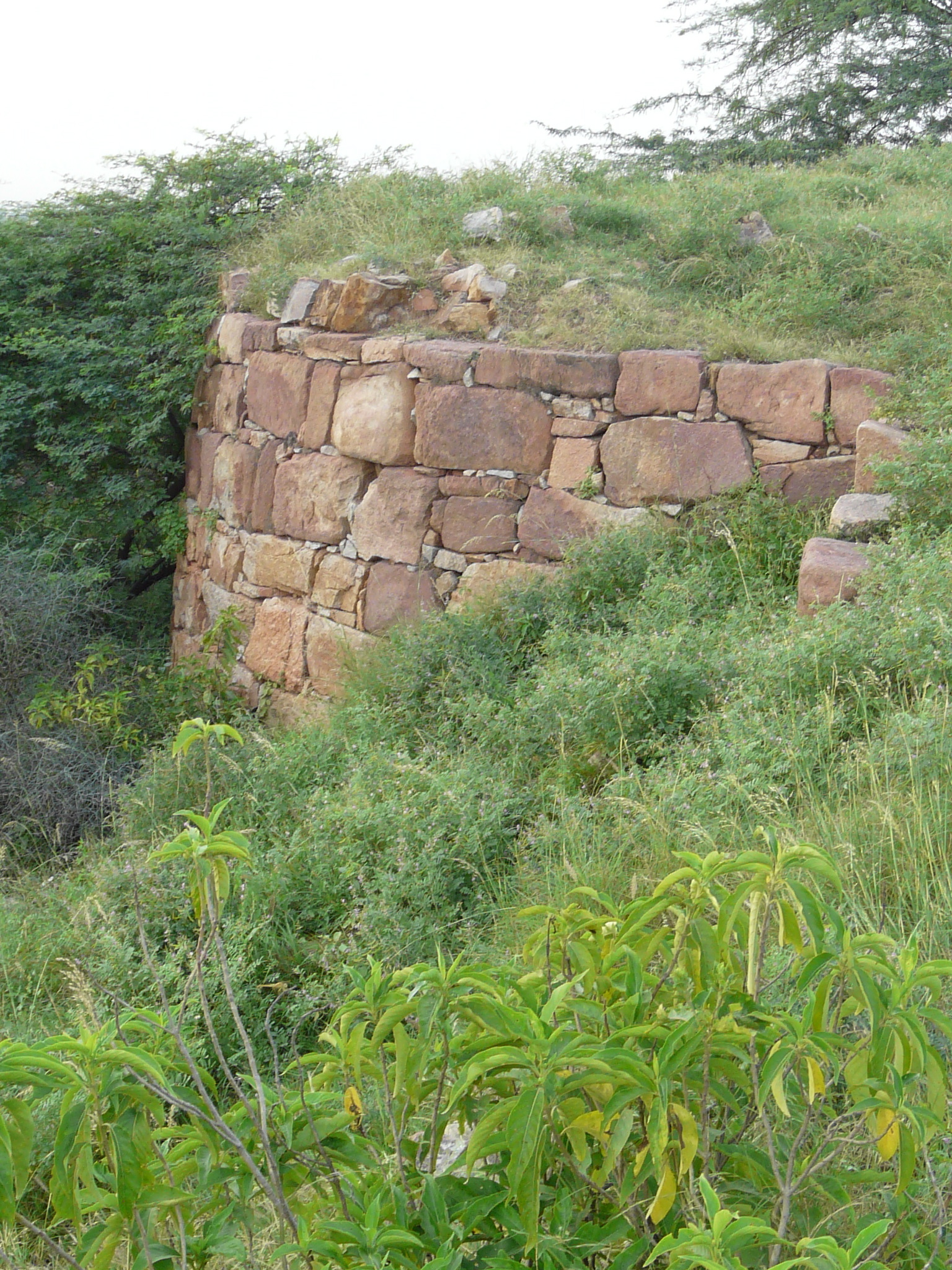
Бастион форта Лал Кот, Мехраули.
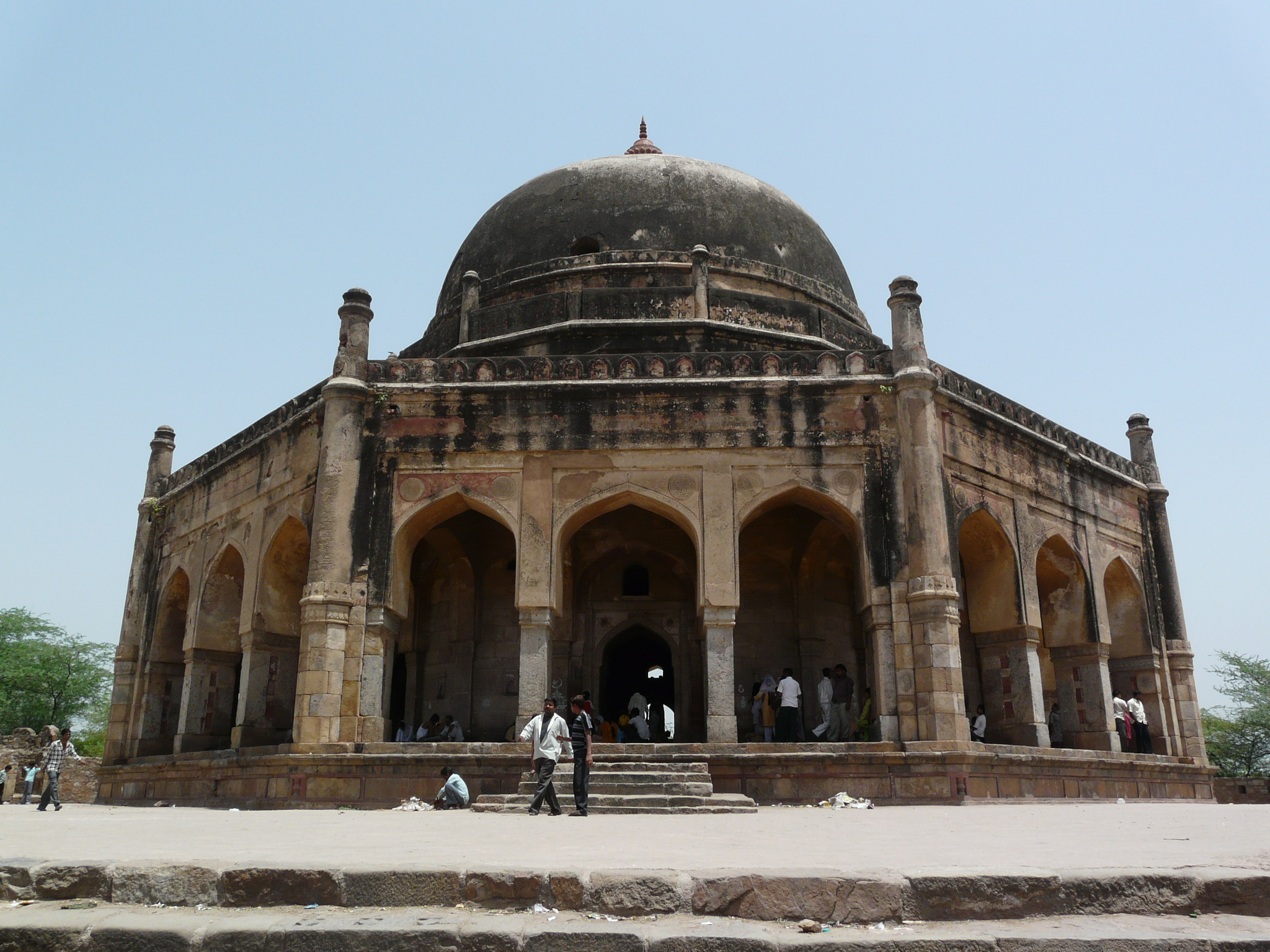
Гробница Адхам-хана, Мехраули.
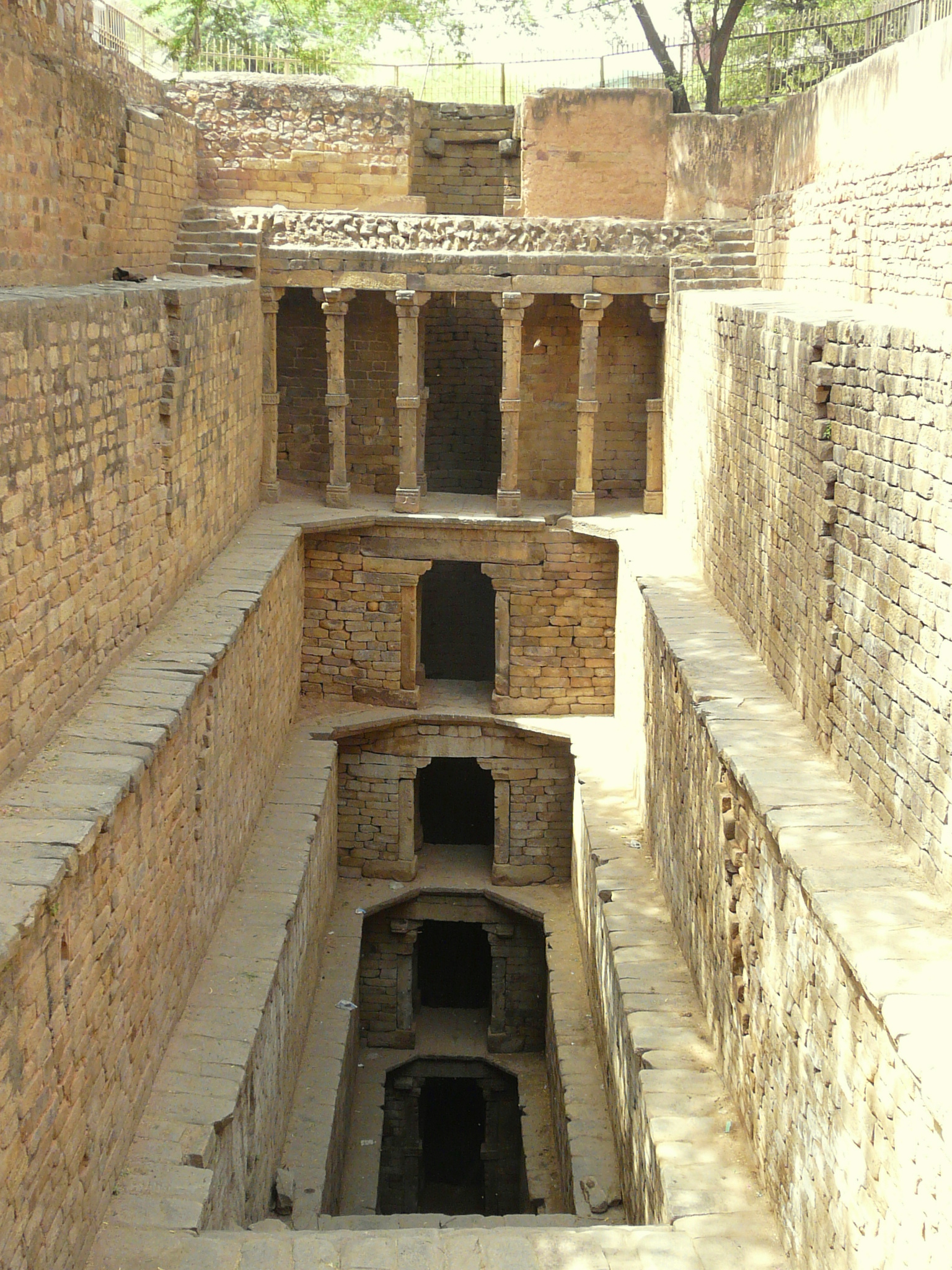
Гандак ки баоли, Мехраули.
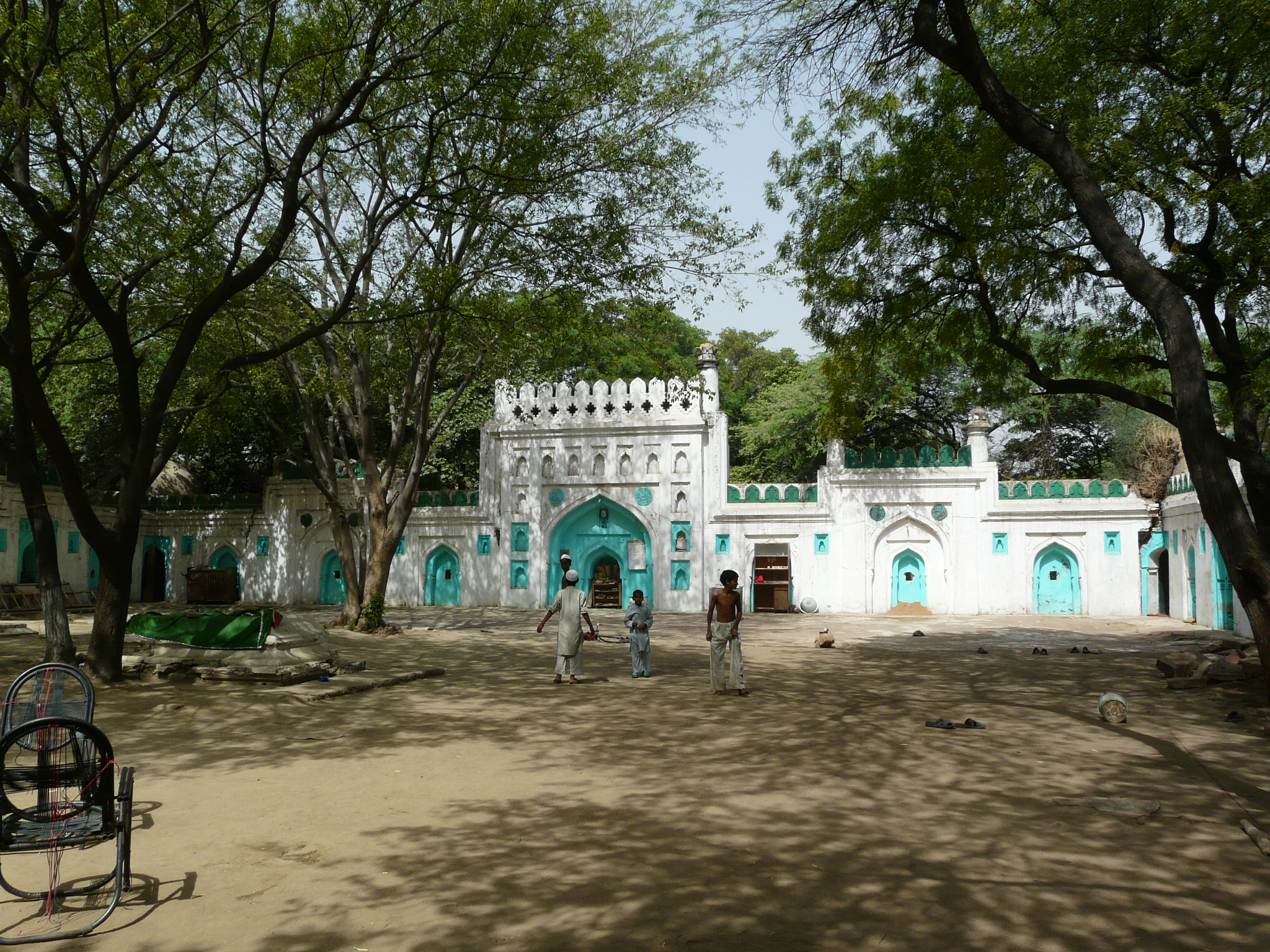
Мечеть Багичи ки, Мехраули.
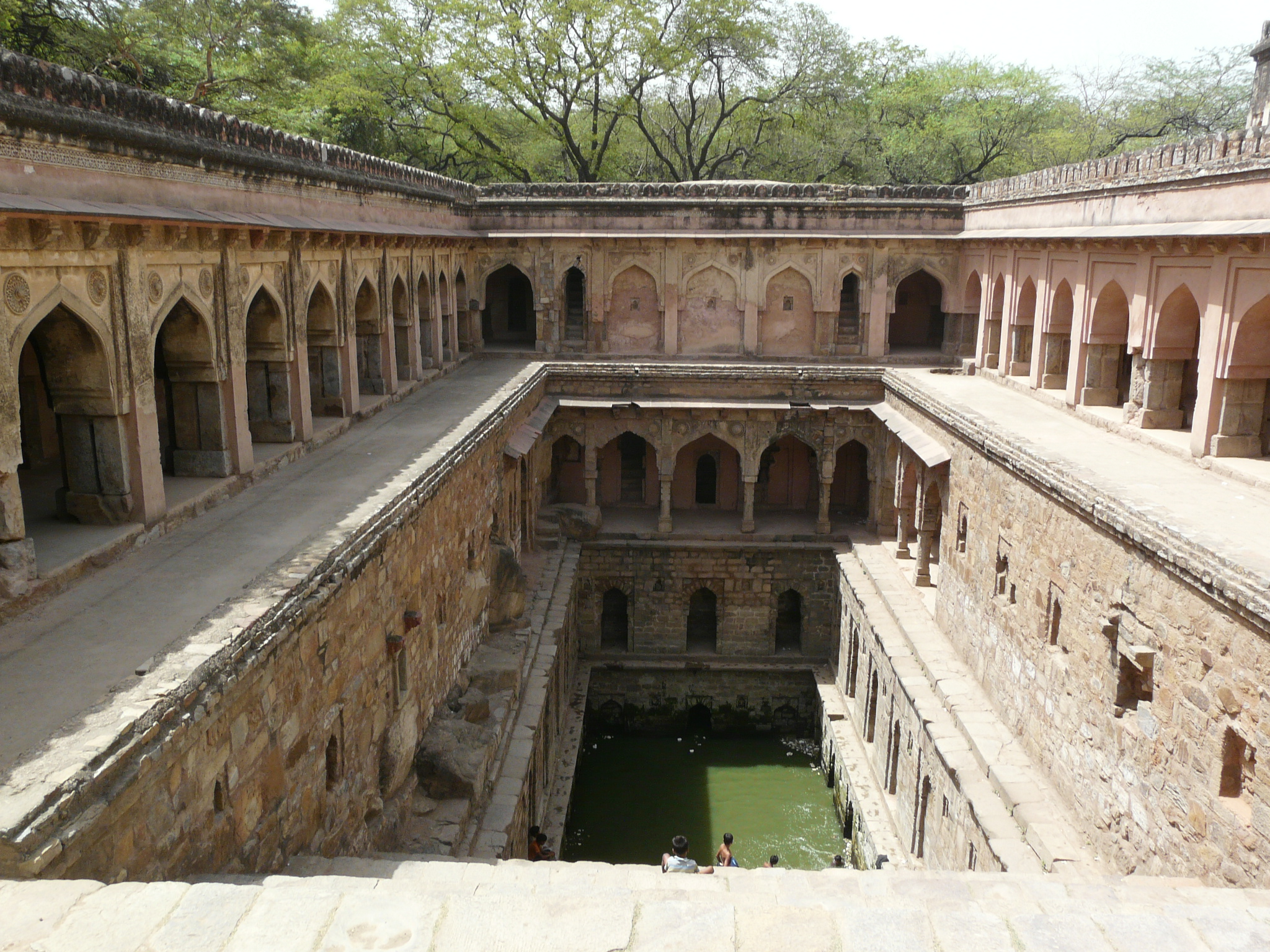
Раджон ки баоли
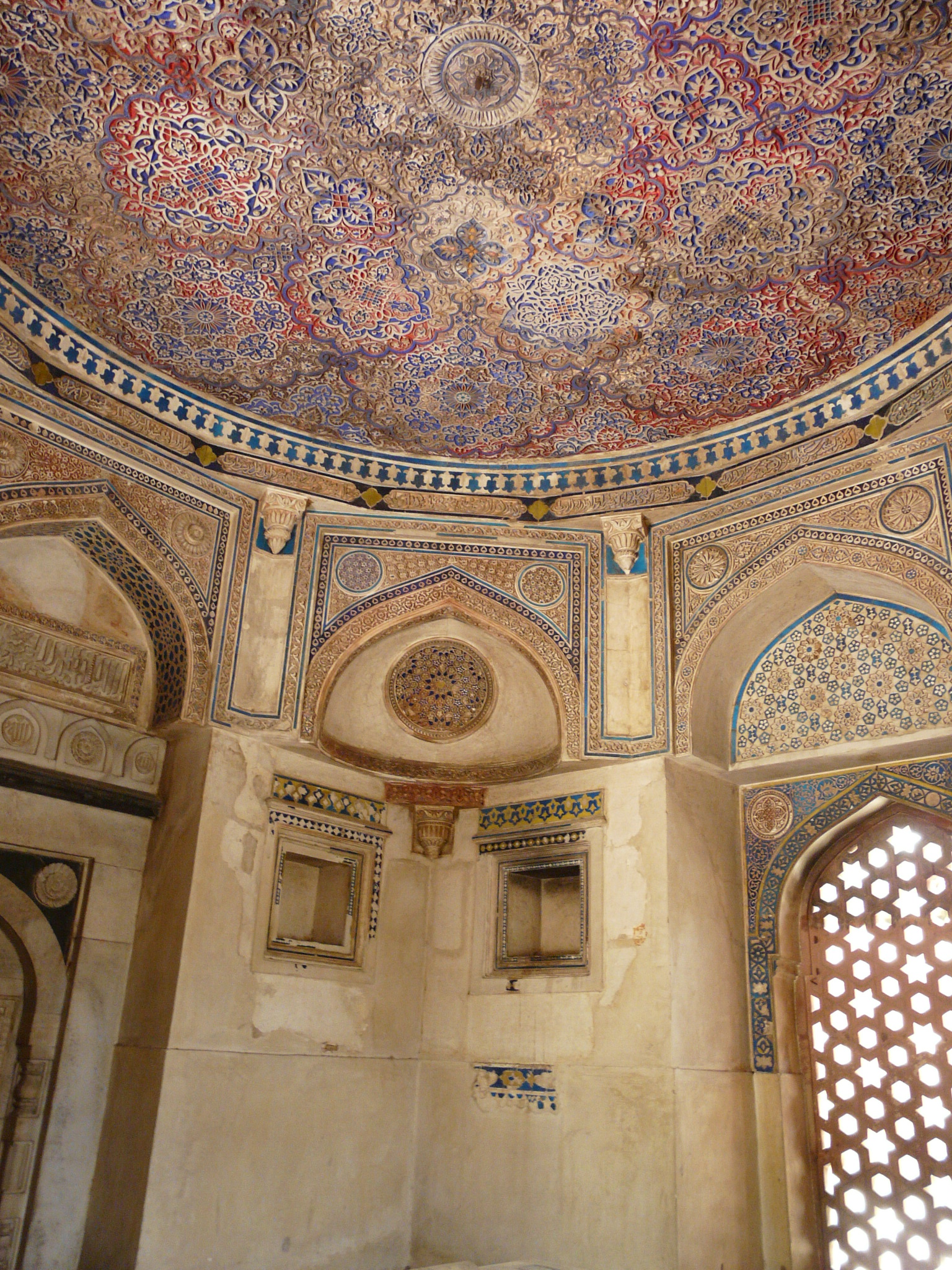
Интерьер гробницы Джамали-Камали
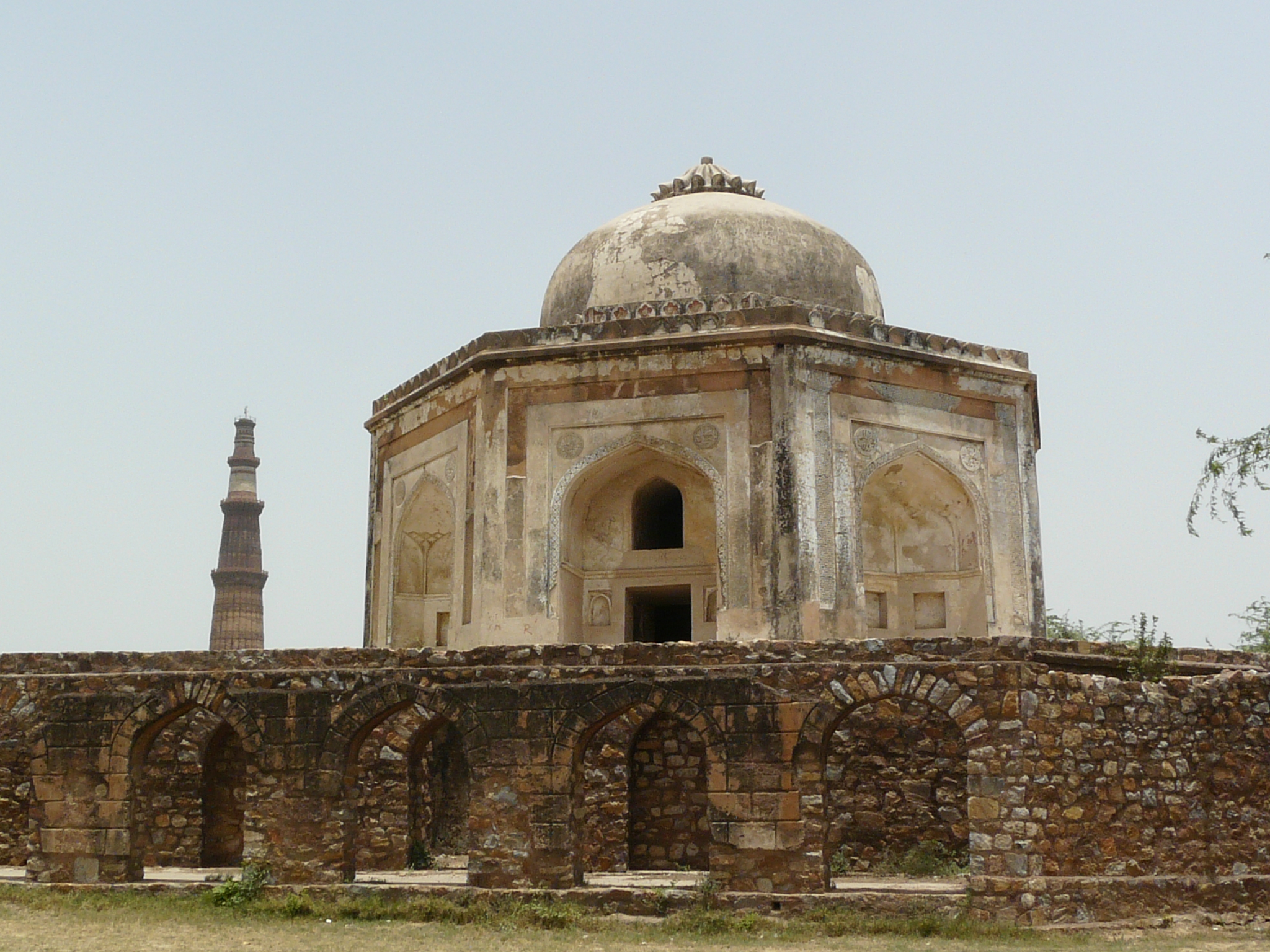
Гробница Мохамеда Кули Хана, брата Адхам-хана, военачальника Акбара